# Florence Foresti
Pour les articles homonymes, voir Foresti.
Florence Foresti, née le 8 novembre 1973 à Vénissieux (Rhône), est une humoriste, actrice et productrice française.
Elle commence sa carrière en 1998 avec le trio des Taupes Models. Elle se produit en solo en 2001 avec un premier spectacle, Manquerait plus qu’elle soit drôle, dont le sketch « L'Avion de Barbie » terminait en rappel. Elle est révélée à la télévision avec ses sketchs dans l’émission de Laurent Ruquier, On a tout essayé.
Ses spectacles Florence Foresti fait des sketchs (2005-2007) et Mother Fucker (2009-2011) la consacrent et la propulsent comme l'une des humoristes les plus populaires en France.
Elle fait ses débuts au cinéma en 2006, dans le film Dikkenek.
En 2009, elle met en scène Pièce détachée au théâtre de la Gaieté Montparnasse, une comédie de Thierry Buenafuente. Quinze ans plus tard, cette pièce est toujours jouée à Lyon au Nombril du Monde, café théâtre dans lequel Florence Foresti a débuté.
En 2016, puis en 2020, elle est choisie pour présenter la cérémonie des César.

## Biographie

### Jeunesse, formation et débuts

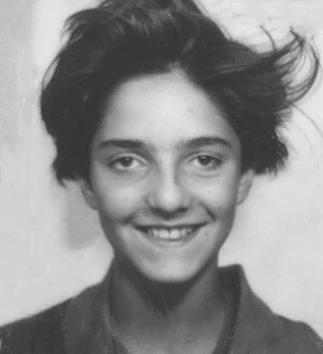
Florence Foresti en 1992 (photo d'identité).

Florence Anne Foresti naît le 8 novembre 1973 à Vénissieux, près de Lyon, dans le Rhône, en France, dans une famille d'origine italienne. 
Son père est chef d'une entreprise de maintenance industrielle et sa mère est employée de bureau et tient des brocantes.
Elle grandit « dans une famille très classique », selon elle, et passe une bonne partie de son enfance dans la ville de Brignais. « Je suis restée une petite fille sans histoire jusqu'à l'âge de 8 ans environ […] puis je suis brusquement devenue une sorte de garçon manqué, un chef de bande », se décrit-elle.
Elle a deux sœurs et est la cadette de sa famille. Après un baccalauréat littéraire option anglais au lycée de Saint-Just à Lyon, elle intègre une école de cinéma et de vidéo, toujours à Lyon, l'ARFIS. Elle fait son stage de fin d'études dans l'émission Thalassa sur France 3.
À vingt ans, elle intègre un cours de théâtre classique à Lyon, qu'elle quitte au bout de deux jours. Elle exerce quelques petits boulots et entre au service audiovisuel d'EDF à Lyon où elle devient infographiste.

### Vie privée
Après plusieurs années de relation, Florence Foresti se marie en 2002 à Lyon avec Jérôme Daran, dont elle divorce en 2004. De 2006 à 2010, elle est la compagne de Julien Mairesse, directeur artistique et metteur en scène de concerts. De leur union naît une fille, Toni Mairesse Foresti, le 10 juillet 2007. L'humoriste déclare à propos de la maternité : « J'avais peur d'être transformée par la maternité, peur que le sens des réalités me fasse perdre mon humour, mon autodérision nécessaire à ma création. J'avais peur que ma carrière s'arrête ». Elle et Julien Mairesse se séparent en 2010 mais restent en bons termes. En 2011, elle devient la compagne du réalisateur et scénariste français Xavier Maingon. Ils se séparent en 2020, après près de 10 ans de relation.
En juin 2022, Florence Foresti officialise sa relation avec son compagnon, l'humoriste suisse Alexandre Kominek, de 16 ans son cadet.
Dans Psychologies magazine, Florence Foresti révèle qu'elle a suivi treize ans d'analyse. Son objectif était de « surmonter [ses] attaques de panique ». « J'adorais ça, j'y allais jusqu'à trois fois par semaine. ».

### Engagement associatif
Depuis 2014, Florence Foresti est la marraine de l'association Women Safe, une association qui prend en charge les femmes victimes de tous types de violences. Cet engagement fait suite à sa rencontre avec les cofondateurs Frédérique Martz et Pierre Foldes sur un plateau de télévision. Elle participe à des événements de l'association, comme un concours d'éloquence organisé le 6 mars 2018 à Sciences Po Saint-Germain-en-Laye.

## Carrière

### Débuts sur scène et progression (1998-2003)
Florence Foresti ne renonce pas à ses ambitions artistiques. En 1998, l'humoriste fait ses débuts au café-théâtre Le Nombril du Monde où elle forme le groupe Les Taupes Models, avec Céline Iannucci et Cécile Giroud, tout en continuant à exercer le métier d’infographiste.
Le trio tourne en France. Florence est repérée par Chris Loung, alors auteure, productrice exécutive et directrice artistique (PVO audiovisuel) au festival de Tournon-sur-Rhône, et par Claude Prévost du Chocolat Théâtre de Marseille. À la suite du visionnage d'une vidéo où Florence Foresti joue en solo, Chris Loung l'invite à venir à Paris afin de participer à des projets qu'elle a créés et qu'elle dirige pour PVO, tous destinés à la télévision. Claude Prévost, lui, se déplace à Lyon où elle joue à l’Espace Gerson son seule-en-scène. Elle est programmée au Chocolat Théâtre de Marseille et y reçoit un immense succès ce qui est une consécration.
Elle fait des allers-retours entre Paris et Lyon pour, notamment son premier seule-en-scène, d'abord dans le quartier Pigalle puis au théâtre du Point-Virgule, où elle est produite par « Juste pour rire ». En 2001, ce spectacle, en scène, Manquerait plus qu’elle soit drôle, remporte le prix du jury au festival d'Antibes.
Elle fait sa première apparition à la télévision française en tant que candidate dans l'épisode 5 de la première saison du jeu télévisé Burger Quiz sur Canal+ présentée par Alain Chabat le 31 août 2001.

### Révélation et reconnaissance (2003-2007)
En 2003, Florence Foresti participe à l’émission de Stéphane Bern, 20 h 10 pétantes dans Bern Académie, une parodie de l'émission de téléréalité Star Academy. Elle  intègre l'émission On a tout essayé menée par Laurent Ruquier, en interprétant deux fois par semaine des personnages fictifs, délirants et loufoques. Elle y crée une galerie de personnages hauts en couleur, qui deviennent populaires et permettent à la comédienne de présenter une large palette de caricatures et parodies.
Le succès est tel que, lors des absences de Florence Foresti, l'émission diffuse des best of de ses sketchs. Internet prend le relais, et ses passages sont les vidéos d'humour françaises les plus regardées sur YouTube. Le DVD compilant ses meilleures apparitions est un énorme succès commercial, avec plus de 700 000 exemplaires vendus, et une place de no 1 des ventes de vidéos en France.
En 2005, elle tourne avec le seule-en-scène Florence Foresti fait des sketches, tout en continuant de coécrire des sketchs pour la télévision avec un autre humoriste, Jérôme Daran. Sa source d’inspiration est, selon elle, les rapports entre les femmes et les hommes.
Grâce au succès du DVD, la tournée se prolonge toute l'année. Elle donne une première représentation à l’Olympia en avril 2006, et clôt l’année avec six spectacles dans la même salle. Entre-temps, elle tourne Dikkenek, un film belge d’Olivier Van Hoofstadt avec Dominique Pinon, Jérémie Renier, Marion Cotillard et Mélanie Laurent, qui sort en juin 2006. Elle prête sa voix à l’un des personnages du film d’animation Lucas, fourmi malgré lui, sorti en août. En septembre elle quitte l’émission On a tout essayé pour rejoindre la nouvelle émission de Laurent Ruquier : On n'est pas couché.
La tournée s'achève le 13 janvier 2007 à Dijon, date retardée par son opération de l’appendicite. Le 22 de ce mois, l'humoriste annonce qu’elle arrête toute apparition télévisuelle, pour une « pause bébé ». Toutefois, elle revient en avril 2007 pour promouvoir son DVD Best of, Florence Foresti a tout essayé, et participe à plusieurs émissions télé.
L'hebdomadaire Paris Match lui consacre sa couverture, et elle est élue humoriste préférée des Français dans un sondage repris par différents médias.

### Théâtre (2007-2008)
En 2007, Florence Foresti joue pour la première fois au théâtre dans une pièce intitulée L’Abribus, écrite et mise en scène par Philippe Sohier, dans laquelle elle partage l'affiche avec Philippe Elno. Elle y joue une comédienne célèbre, tombée en panne en pleine campagne et tombant sur un homme qui ne la reconnait absolument pas. Des quiproquos s'ensuivent.
La pièce est créée à Lyon, salle Paul-Garcin, les 27 et 28 décembre 2007. Elle est ensuite jouée au théâtre de la Gaîté-Montparnasse du 17 janvier au 10 mai 2008 et elle retransmise en direct le samedi 10 mai 2008 sur France 4. Elle sort ensuite en DVD.

### Mother Fucker(2009-2011)

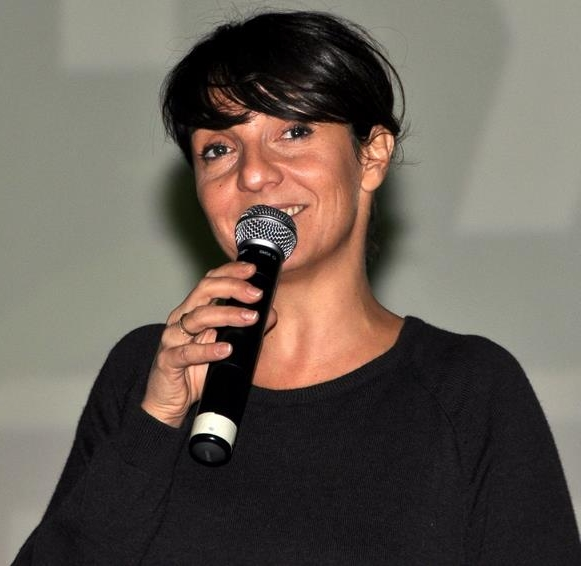
Florence Foresti en 2011 lors d'une projection du film Hollywoo.

En mai 2009, Florence Foresti présente un spectacle qui parle de la maternité : Mother Fucker. En tournée en France, au Palace à Paris à partir de septembre 2009, elle joue au Palais des sports de Paris de mars à avril 2011. Le spectacle est sacré « meilleur one-man-show » au Globes de Cristal 2010. Le DVD du spectacle sort en novembre de la même année. En l'espace d'un mois et demi, il devient le septième DVD le plus vendu en France cette année.
À la télévision, la diffusion du spectacle rassemble près de 3 millions de téléspectateurs sur TF1. La rediffusion de ce spectacle sur TMC attire pratiquement 2 millions de téléspectateurs, et la seconde diffusion 1,7 million.
La comédie Hollywoo, où elle partage l'affiche avec Jamel Debbouze, sort fin 2011. Le film est un succès au box office avec plus de 2 millions de spectateurs en salle.

### Foresti Party(2012)
En septembre 2012, Florence Foresti fait une tournée de huit dates pour un total d'environ 80 000 spectateurs. Elle passe par Lyon (Halle Tony Garnier) et pour cinq soirs à Paris au POPB. Ce petit nombre de villes visitées s'explique par le fait que la scène est trop importante à transporter : « rien ne rentre dans les camions ». Les billets partent en quelques jours. Elle ajoute une date à Lyon, et deux à Paris. Son spectacle diffère des précédents puisqu'il comporte des invités comme Kyan Khojandi, des comédiens issus du Palmashow et Alice Belaïdi, des interludes sous forme de sketchs télévisés et de chansons, et des chorégraphies avec une quarantaine de danseurs.
Elle y évoque les personnages qu'elle a parodiés dans l'émission On n'est pas couchés de Laurent Ruquier, comme Madonna ou Isabelle Adjani, et certains personnages déjà présents dans ses sketchs sur scène, comme Shakira ou Beyoncé. Elle propose des parodies de nouveaux personnages, comme Lady Gaga, de publicités télévisées (Schweppes, J'adore de Dior), ou de personnages qui l'ont marquée personnellement comme Chrystal, une chanteuse fan de Johnny Hallyday qui avait participé à X Factor. Sonia Lacen de The Voice interprète Beautiful de Christina Aguilera pendant un changement de costume ; Florence Foresti revient déguisée d'un body comme la chanteuse Shakira. Elle présente des suites à ses sketchs célèbres : J'aime pas les garçons/j'aime pas les filles devient J'aime bien les garçons/j'aime bien les filles, ou bien des visions différentes comme L'avion de Barbie. Elle évoque sa nounou gothique, et d'autres moments marquants de ses spectacles passés. Elle met par ailleurs en scène des moments supposés être ceux de sa vie privée, avec sa fille et son chien, lors d'un sketch vidéo parodiant la série Bref., auquel participe Mélissa Theuriau.
Ce spectacle est retransmis en septembre 2012 via internet et également dans 250 cinémas Gaumont/Pathé-Live rassemblant 86 000 spectateurs. Un DVD, intitulé Foresti Party, sort en novembre 2012, enregistré durant les représentations au Palais Omnisports de Paris-Bercy ; celui-ci se classe no 1 des ventes en France, avec plus de 400 000 exemplaires.

### Madame Foresti(2014-2015)
En janvier 2014, elle participe à L'Émission pour tous sur France 2. La même année, elle donne une série de représentations de Madame Foresti au Châtelet à Paris du 16 septembre au 31 octobre puis onze autres dans le reste de la France dont deux au Zénith de Toulouse. Elle déclare : « Dès que je m'absente 5 minutes c'est le bordel dans ce pays. Je me vois donc dans l'obligation de remonter sur scène au plus vite afin de remettre un peu d'ordre dans ce merdier. D'ici là, tâchez de tenir bon ! ».
Ces représentations sont précédées d'avant-premières, du 12 au 26 avril 2014 au Complexe du rire de Lyon, la salle où elle a débuté, ainsi qu'une avant-première exceptionnelle dans la ville d'Aulnay-sous-Bois en juin 2014. En septembre 2014, elle participe au single inédit Kiss & Love au profit du Sidaction,.
Le 15 novembre 2014, un reportage dans l'émission Grand Public sur France 2, intitulé « Florence Foresti : la féministe », lui est consacré. Lors de l'entretien, elle se dit féministe. Elle trouve qu'il existe une mauvaise image du terme ; elle n'est pas « une grande gueule revendicatrice » mais elle indique que « c'est juste de redonner les droits fondamentaux à la femme sans aucun traitement de faveur ou sans aucune domination de l'homme ».
En 2017 sort son premier film dramatique, De plus belle réalisé par Anne-Gaëlle Daval, où elle joue aux côtés de Mathieu Kassovitz.

### Épilogue(2018-2019)
En octobre, après trois ans d'absence, Florence Foresti remonte sur scène avec Épilogue à Paris au Paradis Latin et au Zénith en novembre et décembre 2018. Elle y aborde des thèmes comme l'américanisation de la société, la vieillesse ou encore le rapport entre les femmes et les hommes. Le spectacle tourne à Lille, Toulouse, Aix, Bordeaux, Dijon, Strasbourg, Bruxelles, Genève, Nantes et Rennes. Durant Épilogue les mobiles sont proscrits. En partenariat avec l'entreprise Yondr, les spectateurs déposent les mobiles dans des pochettes fermées, celles-ci étant déverrouillables à des bornes après la fin du spectacle. Épilogue est diffusé à la télévision pour la première fois sur Canal + en décembre 2019.
En parallèle, Florence Foresti fait une apparition dans la première partie du Palmashow Ce soir c'est Palmashow, le 16 février 2019, en jouant une parodie de la pub « La Laitière ». Le 9 décembre, elle participe à la première édition des Tofus d’Or au Palais des Glaces, qui récompense les influenceurs de la cause animale.
En 2020, la tournée d'Épilogue est annulée à cause du Covid. Le Spectacle d'après également. En parallèle, elle annonce le 9 décembre la sortie du DVD d’Épilogue.

### À l'écran (2020-2022)
En 2020, Florence Foresti tient deux rôles au cinéma : un rôle principal dans le film Lucky aux côtés de Mickaël Youn et Alban Ivanov, et dans Le Bonheur des uns... aux côtés de Bérénice Bejo et François Damiens.
Le 7 mai, elle participe à une séquence spéciale avec sa fille sur le déconfinement pour l'émission Quotidien sur TMC.
En octobre, elle joue dans la nouvelle adaptation de Canal+ La Flamme, une série parodiant la télé-réalité qui comporte neuf épisodes réunissant des personnalités : Leïla Bekhti, Vincent Dedienne, Jonathan Cohen, Géraldine Nakache, Laure Calamy, Céline Sallette, Marie-Pierre Casey, Pierre Niney, etc.
C'est le 3 octobre 2022 que Florence Foresti sort le premier épisode de sa série écrite et réalisée par elle-même, Désordres. Diffusée sur Canal+ en 8 épisodes, cette série d’autofiction vise à faire entrer dans le quotidien de Florence Foresti, quand elle n’a pas sa fille à charge, pendant la création de son spectacle « Épilogue », en 2017. Elle aborde avec autodérision son hypocondrie et ses crises de panique à propos de sa peur de la mort, de l'oubli et de la santé mentale.

### Boys Boys Boys(depuis 2022)

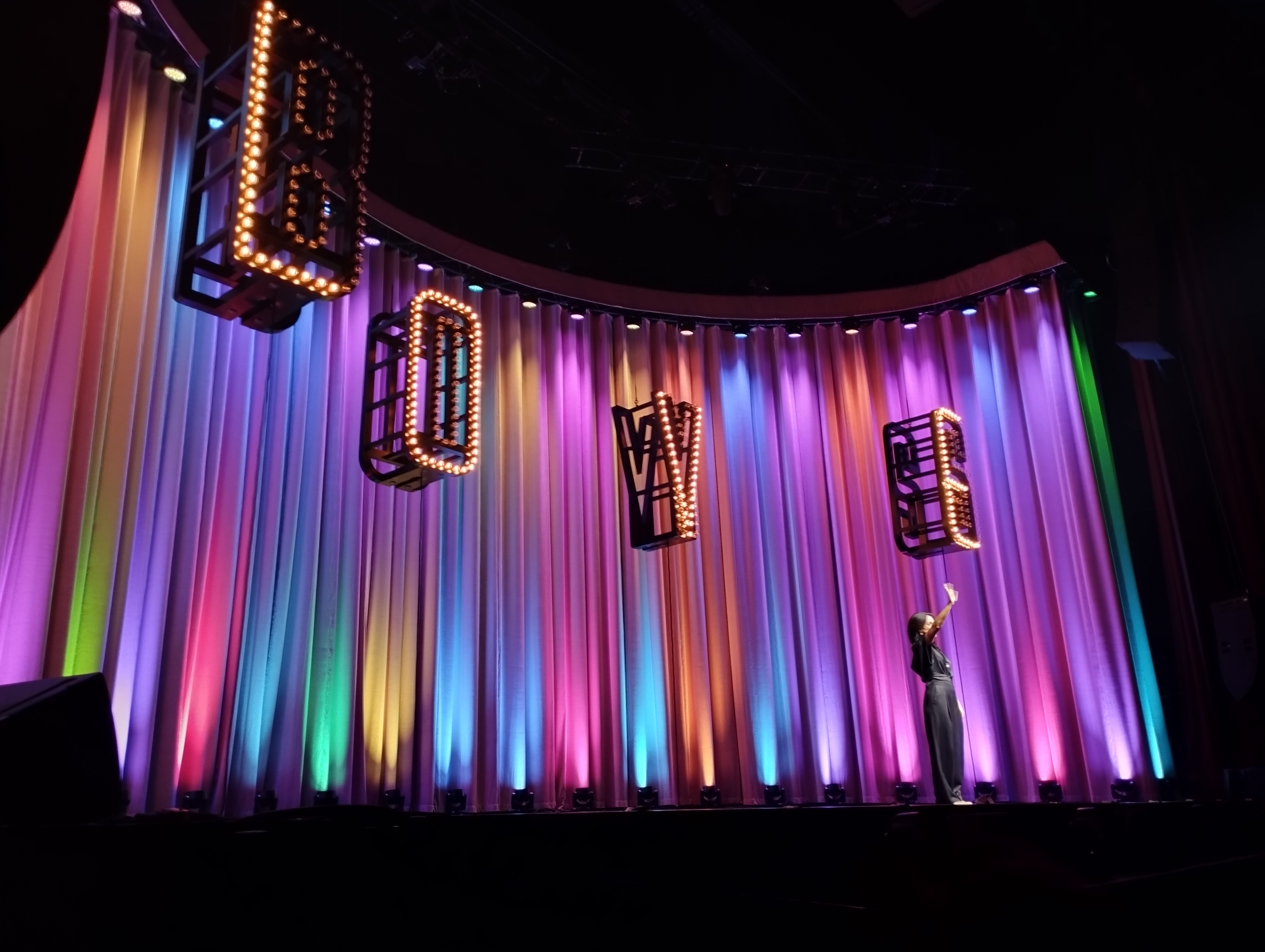
Florence Foresti sur la scène de l'Olympia pour son spectacle Boys Boys Boys, en décembre 2023.

Florence Foresti est de retour sur scène le 28 septembre 2022 au théâtre Marigny à Paris avec Boys Boys Boys, suivi d'une tournée en 2023.

### Cérémonies des César
En 2016, Florence Foresti se voit confier le rôle de maîtresse de cérémonie de la 41e cérémonie des César. 
En 2020, elle est de nouveau choisie pour la 45e cérémonie. Quelques jours avant la cérémonie, elle commet un ''lapsus'' volontaire lors de l'annonce des nommés en citant le film de Roman Polanski intitulé J'accuse en Je suis accusé, alors que le cinéaste fait l'objet d'accusations d'agressions sexuelles. Et lors de la cérémonie, elle fait en sorte d'éviter de prononcer son nom, le surnommant « Popol » et « Atchoum » (une référence à l'un des sept nains de Blanche-Neige), et par là-même se moquant de son physique. Sa prestation, tantôt cinglante et ironique et parfois légère, crée la polémique. Si elle est soutenue par Jean-Pierre Darroussin et Anne Roumanoff, elle est critiquée publiquement par, entre autres, Samuel Blumenfeld, critique de cinéma au Monde, Lambert Wilson et Patrick Chesnais. Son salaire pour la prestation est évoqué par Cyril Hanouna sur C8 .
Les Césars 2020 sont suivis par 2,16 millions de téléspectateurs, le meilleur score de la cérémonie depuis 3 ans. En septembre 2020, dans l'émission télévisée C à vous, Foresti admet avoir « certainement fait preuve de maladresse ou de mauvais goût ».

## Personnages
Dans l'émission On a tout essayé, Florence Foresti interprète 154 sketchs avec différents personnages.
Personnages récurrents :
- Brigitte, une bimbo écervelée âgée de 24 ans et 12 mois (27 sketchs) ;
- Clotilde, surnommée « Clo », une lycéenne révolutionnaire et rebelle, super « vénèr’ », 16 ans et demi, en terminale au lycée Jean-Luc Lahaye (Émile Zola dans les premiers sketchs, 13 sketchs) ;
- Anne-Sophie de la Coquillette, une châtelaine finalement transgenre et zoophile, mère de Charles-Apollon et épouse de Jean-Childebert. Nommée Marie-Anne-Sophie du Colon pour sa première apparition à l’écran, Anne-Sophie est devenue un personnage récurrent, surnommé aussi Anne-So du Coco (35 sketchs) ;
- Michelle deux L-E, une garçonne aux multiples métiers, habitante de Montfion-sur-l’Orge, maire de Montfion et mère de Jason (34 sketchs) ;
- Catherine Barma, parodie de la productrice de l’émission en femme d’affaires fébrile (8 sketchs) ;
- Lady Zbouba, une jeune femme des banlieues (9 sketchs) ;
- Belle-maman Myriam, parodie de la belle-mère de Laurent Ruquier (13 sketchs) ;
- Dominique Pipeau, une femme politique plus vraie que nature, ministre des Affaires problématiques (11 sketchs) ;

Personnages épisodiques (1 sketch) :
- Younelle Jospine, une voyante « homonyme » de Lionel Jospin ;
- Eve, première femme de l'humanité qui se défend d'être gauchère ;
- Mystic Marjolaine, directrice d'une agence de délooking ;
- Falbala, présidente du front de libération des femmes dans la BD.

Dans l'émission On n'est pas couché, Florence Foresti parodie également des personnalités existantes. Elle est « l'invitée qu'on n'a pas pu avoir » de l'émission, et a ainsi interprété Isabelle Adjani, Céline Dion, Paris Hilton, Madonna, Ségolène Royal, Cécilia Sarkozy et Britney Spears. Elle arrête l'émission en janvier 2007 en raison de sa grossesse.

## Spectacles
- 2001 : Manquerait plus qu'elle soit drôle
- 2004-2006 : Florence Foresti fait des sketches
- 2008 : L’Abribus
- 2008 : Florence Foresti and Friends
- 2009-2011 : Mother Fucker
- 2012 : Foresti Party Lyon (à Lyon) et Foresti Party Bercy (à Paris)
- 2014-2015 : Madame Foresti
- 2018 : Florence s'ajuste (Théâtre du Petit Saint-Martin, Paris)
- 2018 : Florence Foresti épilogue (Paradis latin)
- 2022 : Boys Boys Boys

## Filmographie

### Cinéma

#### Actrice

##### Longs métrages
- 2006 : Dikkenek d'Olivier Van Hoofstadt : le commissaire Laurence
- 2007 : Détrompez-vous de Bruno Dega : Brigitte
- 2007 : Si c'était lui...  d'Anne-Marie Étienne : Roseline
- 2008 : Mes amis, mes amours de Lorraine Lévy : Sophie
- 2009 : King Guillaume de Pierre-François Martin-Laval : Magali
- 2011 : Hollywoo de Frédéric Berthe : Jeanne
- 2013 : Paris à tout prix de Reem Kherici : Gigi
- 2014 : Barbecue d'Eric Lavaine : Olivia
- 2016 : À fond de Nicolas Benamou : Capitaine Peton
- 2016 : La Folle Histoire de Max et Léon de Jonathan Barré : une résistante
- 2017 : De plus belle d'Anne-Gaëlle Daval : Lucie
- 2020 : Lucky d'Olivier Van Hoofstadt : Caroline Jamar
- 2020 : Le Bonheur des uns... de Daniel Cohen : Karine

##### Doublage
- 2006 : Lucas, fourmi malgré lui : Kreela, la professeur
- 2014 : Astérix : Le Domaine des dieux : Bonemine
- 2015 : Le Petit Prince : la mère
- 2016 : Comme des bêtes : Chloé
- 2018 : Astérix : Le Secret de la potion magique : Bonemine

##### Télévision
- 2001 : Burger Quizz : Candidate
- 2003 : 20 h 10 pétantes : Kim (Bern Académy) (Canal+)
- 2004 : On a tout essayé (France 2)
- 2006 : On n'est pas couché (France 2)
- 2012 : Bref. (épisode 53 : Y'a des gens qui m'énervent)
- 2013 : La télé commande
- 2016 : 41e cérémonie des César (Canal+)
- 2020 : 45e cérémonie des César (Canal+)
- 2020 : La Flamme (série télévisée, Canal+) : Émilie
- 2021 : Le Grand Restaurant : Réouverture après travaux de Romuald Boulanger (M6)
- 2022 : Désordres d'elle-même (série télévisée, Canal+)

##### Web-série
- 2018 : L'Invention du corps humain de Cyprien : la patronne

### Scénariste
- 2011 : Hollywoo de Frédéric Berthe et Pascal Serieis

### DVD
- Florence Foresti fait des sketches à la Cigale (9 mars 2006), contient son spectacle.
- Florence Foresti - Édition collector 2 DVD (22 mars 2007), contient son spectacle et une interview par Frédéric Lopez : « Un dimanche à la maison ».
- Florence Foresti a tout essayé - Coffret 2 DVD (25 avril 2007), contient plusieurs de ses sketchs joués dans On a tout essayé.
- Florence Foresti et Philippe Elno - L'Abribus (18 novembre 2008), contient son spectacle.
- Florence Foresti and friends  (4 février 2009), festival Juste pour rire (Nantes 2008) rejoué à Paris.
- Florence Foresti tout entière (21 octobre 2009), coffret collector 6 DVD, comprenant les quatre produits précédemment cités.
- Florence Foresti Mother Fucker (17 novembre 2010), enregistré à Bruxelles le 26 juin 2010.
- Florence Foresti Hollywoo (2012) DVD comprenant le film tourné à Hollywood avec Jamel Debbouze.
- Foresti Party Bercy (28 novembre 2012), enregistré au Palais omnisports de Bercy à Paris, les 22 et 23 septembre 2012.
- Madame Foresti (18 novembre 2015), enregistré en juin 2015 au Palais des Sports.
- Florence Foresti Épilogue, capté au Zénith de Montpellier en septembre 2019 et sorti en DVD en décembre 2020.
- Série Désordres, sortie en DVD en décembre 2022.
- Florence Foresti Boys Boys Boys (6 novembre 2024), enregristré les 6, 7 et 8 février 2024 au Théâtre Marigny.

### Collaborations télévisées et apparitions
- Avant qu'elle ne soit célèbre, Florence Foresti participe en tant que candidate à la première saison du jeu Burger Quiz présenté par Alain Chabat sur Canal+[45].
- Dans 20 h 10 pétantes, elle interprète Kim dans la Bern Academy.
- Elle fait une parodie du « Cinéma de Jamella », reprise du Cinéma de Jamel « au féminin ».
- Elle participe à la première de l'émission Panique dans l'oreillette de Frédéric Lopez.
- En 2007, elle fait une chorégraphie aux NRJ Music Awards, sur la musique des Pussycat Dolls et de Beyoncé, entre autres. Elle revient aussi sur la scène pour remettre le prix de « l'album de l'année » à Diam's.
- Elle parodie Diam's lors de son spectacle Foresti and friends, laquelle la rejoint sur scène, poursuivant le sketch avec elle. Lors du même spectacle, elle recrée le temps d'un sketch Les Taupes Models avec ses deux anciennes complices.
- En 2009, elle participe à la remise des César du cinéma en jouant un sketch qui consistait à faire croire qu'elle allait embrasser Sean Penn, lequel a finalement joué le jeu.
- En 2009, elle fait un sketch avec Stéphane Rousseau et Franck Dubosc lors du gala Juste pour rire.
- Elle joue le rôle de Sandy Mcdoweld dans Low School Musical avec Jamel Debbouze dans Made in Jamel.
- En 2011, elle joue un sketch accompagnée de Jamel Debbouze lors du Marrakech du rire.
- Elle participe en 2011 à Very Bad Blagues avec le Palmashow (épisode 23 de la saison 2, « Quand on délivre une princesse »), dans « This is the Voice » lors de La Grande soirée du Palmashow, et dans une parodie de Christine and the Queens dans le sketch The Bobo's « Quinoa ».
- Le 9 mai 2011, elle participe à l'émission On n'demande qu'à en rire et joue un sketch avec Catherine Barma et Arnaud Tsamere où elle incarne une assistante rêvant de se lancer dans une carrière comique.
- En 2012, elle fait un sketch accompagnée de Franck Dubosc lors du Téléthon.
- Le 15 octobre 2012, elle participe pour la première fois à l'émission Vendredi tout est permis sur TF1.
- Elle a fait une apparition dans la mini-série Bref. (épisode du 19 mars 2012, « Bref. Y'a des gens qui m'énervent »)[Note 2].
- Elle fait également une parodie de Thierry Ardisson à l'occasion des 10 ans de l'émission Salut les Terriens ! sur Canal+.
- Elle parodie le film Retour vers le futur lors des 20 ans des Enfants de la télé présenté par Arthur.
- Le 26 février 2016, elle présente la 41e cérémonie des César au théâtre du Châtelet en direct sur Canal+.
- En 2018, elle fait une apparition dans le sketch de Cyprien L'invention du corps humain.
- Le mercredi 11 décembre 2019 sur C8 et pour la 1ʳᵉ édition des Olympia Awards, Florence Foresti vient récupérer le Award de l'humoriste de l'année 2019 en interprétant un sketch avec la complicité d'Antoine de Caunes (le présentateur de la soirée) et José Garcia.
- Le 28 février 2020, elle présente la 45e cérémonie des César en direct sur Canal+ de la salle Pleyel. C'est la deuxième fois, après 2016, qu'elle est choisie pour cette prestation.
- En 2024, elle est candidate et marraine de l'association Women Safe & Children pour l'émission spéciale du jeu télévisé Le Maillon faible (émission du 16 octobre 2024)

## Théâtre
- 2008 : L'Abribus (du 17 janvier au 10 mai 2008), théâtre de la Gaîté Montparnasse
- 2009 : Pièce détachée (en tant que metteuse en scène), théâtre de la Gaité Montparnasse et au Nombril du Monde

## Ventes

### Spectacles
| Année | Spectacle                        | Ventes               |
| ----- | -------------------------------- | -------------------- |
| 2006  | Florence Foresti fait des sketch | +782 000 exemplaires |
| 2009  | Florence Foresti & Friends       | +180 000 exemplaires |
| 2010  | Mother Fucker                    | +700 000 exemplaires |
| 2012  | Foresti Party                    | +600 000 exemplaires |
| 2015  | Madame Foresti                   | ?                    |
| 2020  | Épilogue                         | ?                    |
| 2024  | Boys Boys Boys                   |                      |

### Théâtre
| Année | Pièce     | Ventes               |
| ----- | --------- | -------------------- |
| 2008  | L'Abribus | +131 000 exemplaires |

### Télévision
| Année | DVD                            | Ventes   |
| ----- | ------------------------------ | -------- |
| 2007  | Florence Foresti a tout essayé | +700 000 |

## Distinctions

### Récompenses
- 2010 : Grand prix Sacem de l'humour[50].
- Globes de Cristal 2010 : Globes de Cristal du meilleur one-man-show pour Motherfucker[51]
prix Humour/one-man-show de la Société des auteurs et compositeurs dramatiques (SACD)[52].
- 2019 : Olympia Awards 2019 de la meilleure humoriste.
- 2019 : Le 26 novembre, elle remporte un prix à la 10e édition des GQ Awards, comme l'une des « Femmes de l’année 2019 ».
- 2019 : Le 11 décembre, elle reçoit le prix de l’humoriste de l’année lors de la première édition des Olympia Awards, cérémonie suivie par plus de 600 000 téléspectateurs.
- 2025 : Auguste du meilleure humoriste de l'année, lors de la 1ère édition de la Cérémonie des Auguste[53].

### Nominations
- Globes de Cristal 2015 : meilleur one-man-show pour Madame Foresti[54].
- Molières 2015 : Molière seule en scène pour Madame Foresti
- Molières 2019 : Molière de l'humour pour Épilogue
- Molières 2023 : Molière de l'humour pour Boys Boys Boys

## Décorations
- 2018 :  Chevalier de l'ordre national du Mérite[55]
- 2011 :  Chevalier de l'ordre des Arts et des Lettres[56]

## Publication
- Florence Foresti avec Edwart Vignot, L'Art d'en rire, Place des Victoires, 2013.  (ISBN 2809910618)